# Traquet pie
Oenanthe pleschanka
Espèce
Répartition géographique
Statut de conservation UICN

 LC  : Préoccupation mineure
Le Traquet pie (Oenanthe pleschanka) est une espèce d’oiseaux de la famille des Muscicapidae.

## Description

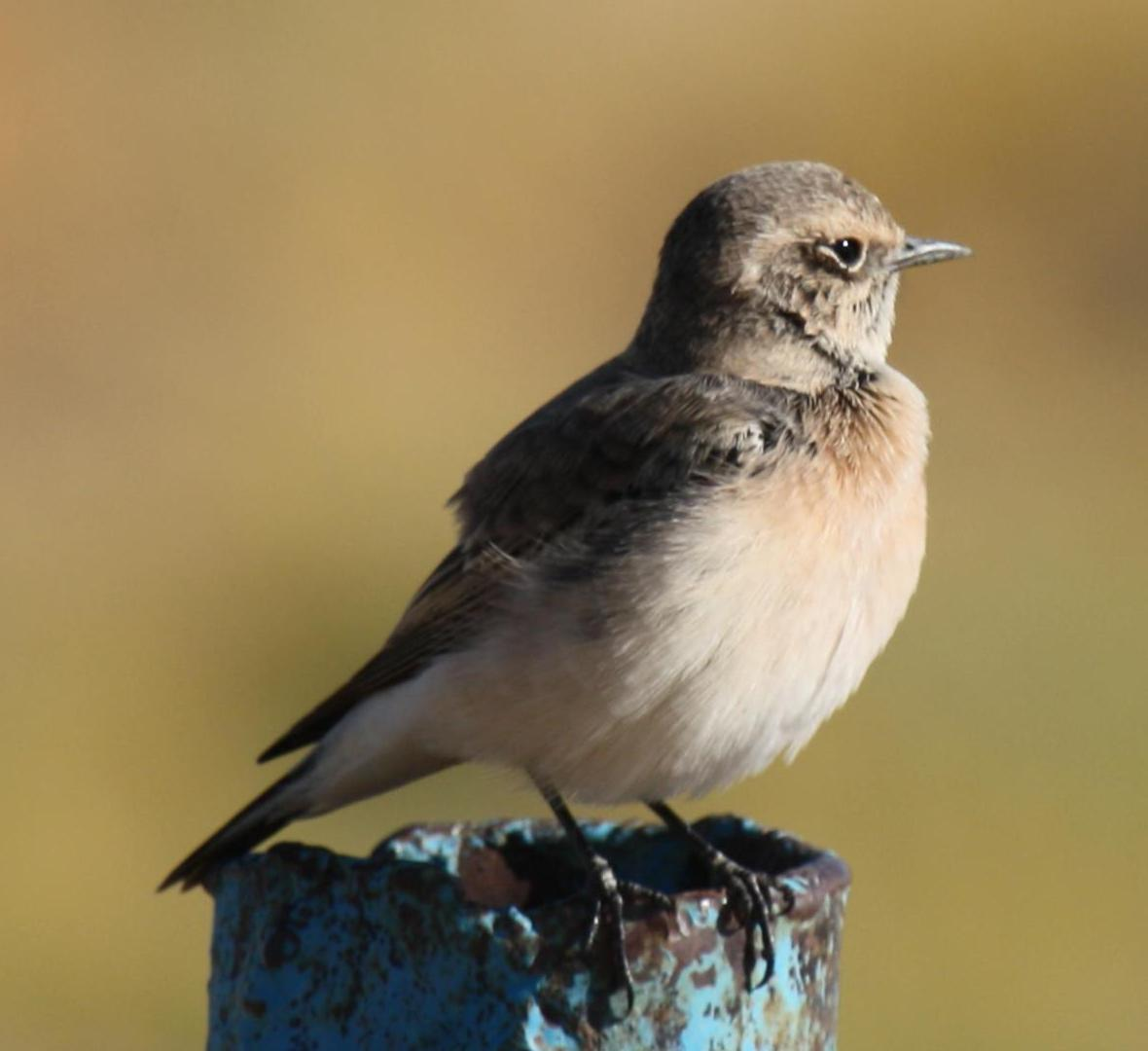
♀

Il est caractérisé par son plumage noir et blanc (chez le mâle) auquel il doit son nom : calotte, arrière du cou et ventre blancs, face, poitrine, dos et ailes noirs, queue typique de traquet blanche marqué d'un T noir.

## Répartition
Cette espèce insectivore vit globalement en Sibérie méridionale, ainsi que dans l'extrême sud-est de l'Europe, de la Dobroudja jusqu'au Caucase, puis de l'Afghanistan jusqu'au nord-est de la Chine, mais des migrants ont été trouvés au nord du Cachemire et dans le nord-est de l'Afrique (au Maroc).
On ne peut que très rarement l'observer en Europe occidentale (parfois en Italie).

## Habitat
Ce passereau vit dans les zones steppiques sur des aires caillouteuses ou dans des combes et des ravins argileux que l'on trouve dans la steppe. Il arrive en avril et migre en septembre vers l'Asie centrale.

## Taxonomie
Cette espèce a été décrite par Ivan Lepekhine in: Descriptio qvorvmdam animalivm. - Novi Commentarii Academiae Scientiarum Imperialis Petropolitanae 14: 498-511, Tab. XIII-XV. (Saint-Pétersbourg)

### Synonymes
- Saxicola melanogenys Severtzov

## Galerie

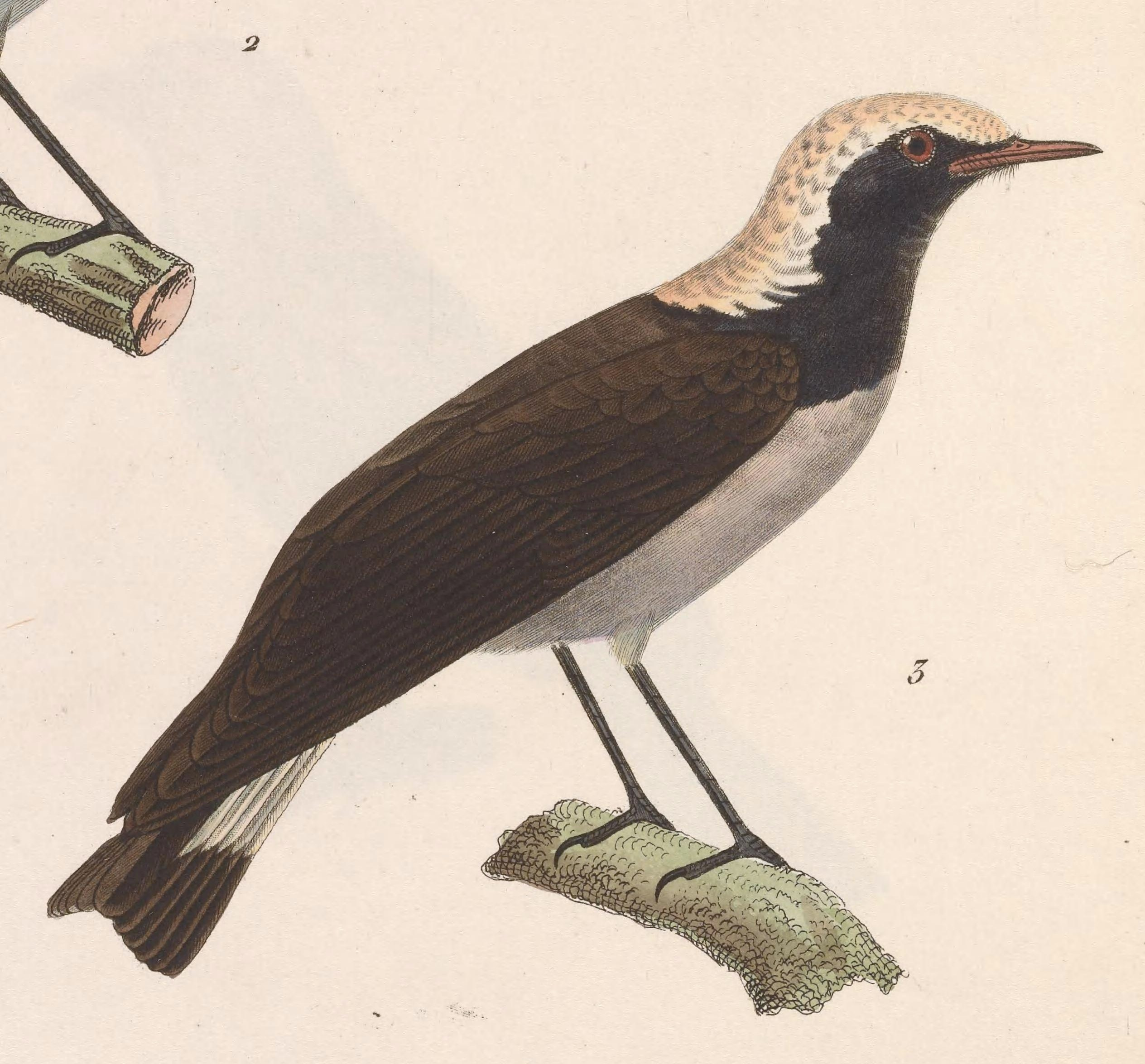
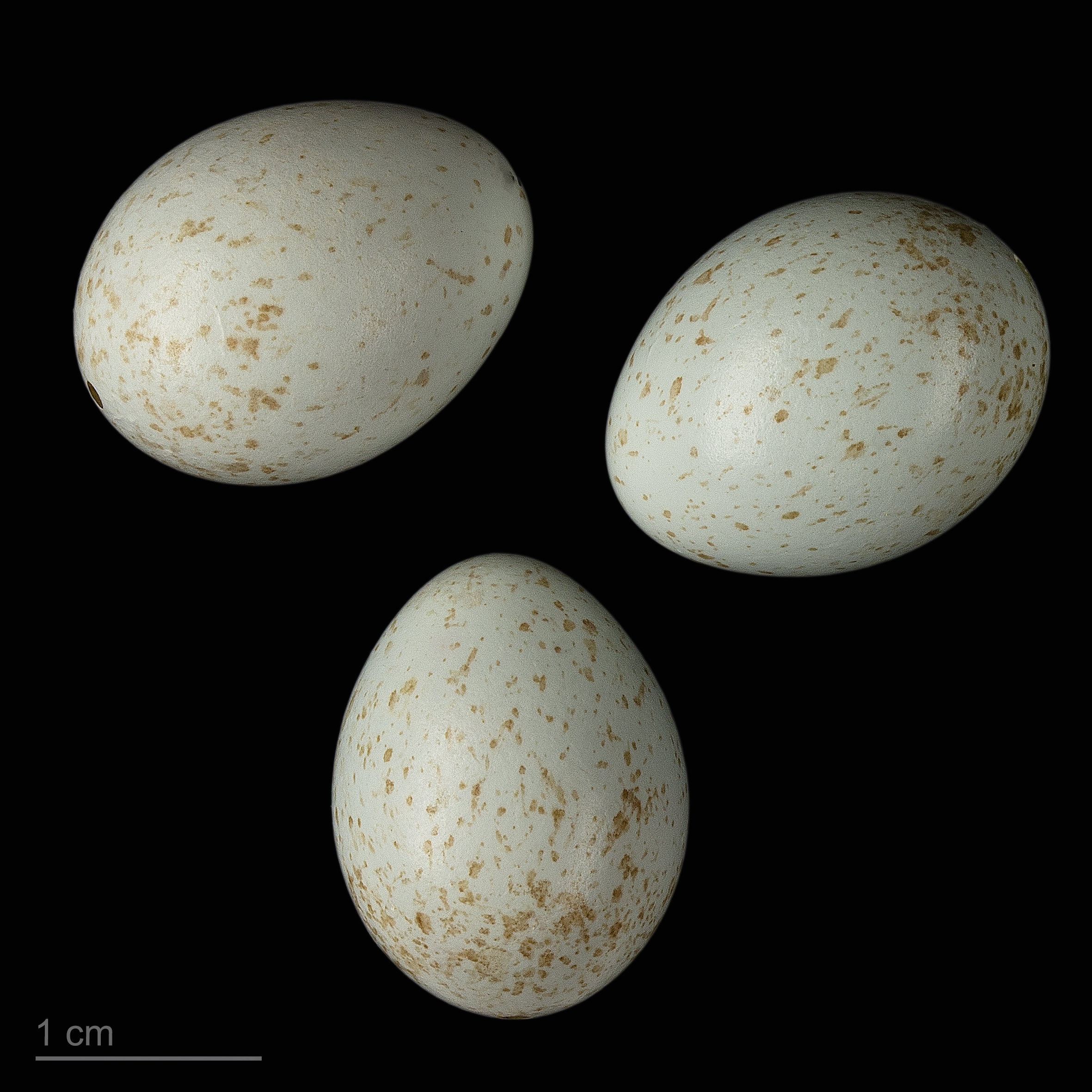
Œufs de Oenanthe pleschanka - Muséum de Toulouse